# Bombus franklini
Bombus franklini is een vliesvleugelig insect uit de familie bijen en hommels (Apidae). De wetenschappelijke naam van de soort is voor het eerst geldig gepubliceerd in 1921 door Frison.
De soort komt alleen voor in de Verenigde Staten in Californië en Oregon. Sinds 2006 werd hij niet meer waargenomen. Hij behoort daarmee samen met de Bombus rubriventris en de Bombus melanopoda tot de drie soorten hommels die waarschijnlijk uitgestorven zijn.